# آراوا کیمورا
آراوا کیمورا (به انگلیسی: Arawa Kimura) بازیکن فوتبال اهل ژاپن و عضو تیم ملی فوتبال ژاپن است که در تاریخ ۰۷ مارس ۱۹۵۴ میلادی اولین بازی ملی‌اش را انجام داد. او در ۶ بازی ملی حضور داشت و آخرین بازی ملی خود را در تاریخ ۹ اکتبر ۱۹۵۵ میلادی انجام داد. آراوا کیمورا در بازی‌های ملی‌اش
۱ گل به ثمر رساند.